# 莱扎伊斯克
莱扎伊斯克位于波兰喀尔巴阡山省北部，是莱扎伊斯克县的县治。2009年，有人口14,127人。市內有多處歷史遺產。大教堂內有17世紀的管風琴。市內還有啤酒廠。